# Phoebe (měsíc)

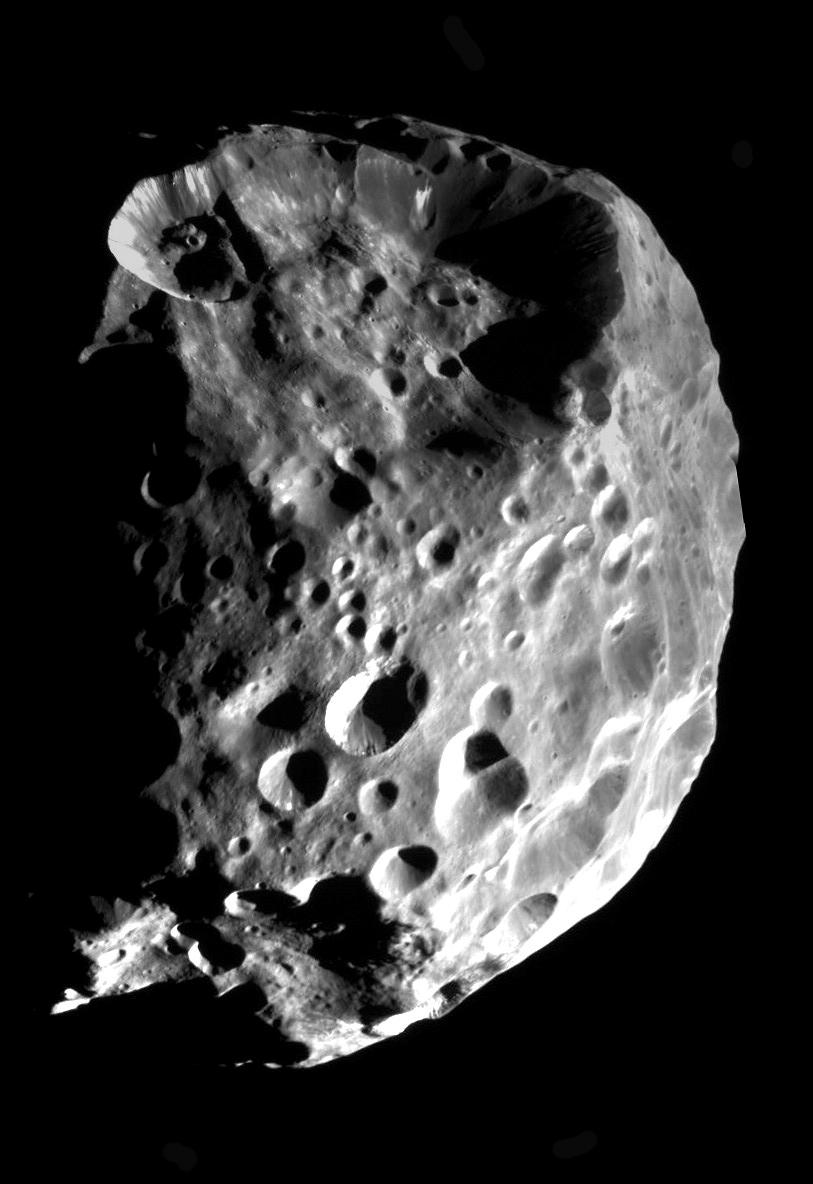
Phoebe na snímku sondy Cassini z června 2004

Phoebe [Fébé či Féba] (též Saturn IX) je jedním z měsíců planety Saturn. Jeho průměr činí 220 km, střední vzdálenost od planety zhruba 12,9 milionů km. Až do těsného průletu sondy Cassini 11. června 2004 bylo o Phoebe jen málo známo a i v současné době je řada údajů teprve vyhodnocována. Základní shrnutí však již podat lze.

## Objevení měsíce
Phoebe objevil roku 1899 William Henry Pickering na snímcích, které pořídil 16. srpna 1898 DeLisle Stewart v peruánské Arequipě. Šlo o první měsíc nalezený fotografickou cestou. Jeho přesnou dráhu vypočítal roku 1905 Frank Elmore Ross.
Jméno dostal Phoebe podle Titánky Foibé z řecké mytologie, dceři Eurynomé a Ofióna.

## Charakteristika satelitu
Phoebe má přibližně tvar koule a je na něm velké množství kráterů, což svědčí o vysokém stáří povrchu. Hustota 1,6 g/cm³ naznačuje, že měsíc tvoří převážně vodní led s příměsí silikátových hornin. Zatím nebyla potvrzena hypotéza, že se v případě Phoebe jedná o těleso z Kuiperova pásu; nasvědčovala by tomu však retrográdní dráha tělesa, která je u větších satelitů planet poměrně neobvyklá (výjimkou je Neptunův měsíc Triton).
Phoebe je velmi tmavým tělesem s albedem 0,06, tedy ještě nižším než u uhlí. Na jeho povrchu byl objeven tuhý oxid uhličitý, měsíc tedy nemohl být v minulosti nikdy vystaven obzvlášť vysokým teplotám. Rotace kolem vlastní osy je poměrně rychlá (přesně 9 hodin a 30 minut), oběžná doba kolem Saturnu činí 550,479 pozemských dní (zhruba 18 měsíců). Povrchové teploty kolísají mezi -198 a -161 °C.
Navzdory teprve nedávnému průletu sondy Cassini již byla vytvořena základní nomenklatura povrchových útvarů. Největší kráter o průměru 101 km dostal jméno Jason podle vůdce Argonautů, další výrazné krátery se nazývají Euphemus (průměr 23 km), Canthus (44 km), Eurytion (14 km) a Hylas (30 km). Celkem bylo pojmenováno 24 kráterů a oblast Leto Regio, jména jsou však zatím jen předběžně schválena (2005).
Někteří vědci se domnívají, že malé Saturnovy měsíce Skathi, Mundilfari, Suttungr a Thrymr jsou ve skutečnosti velkými ledovými bloky vyvrženými z Phoebe při impaktech. Průměr těchto měsíců nedosahuje ani 10 km a všechny mají podobnou dráhu jako Phoebe.